# ゼルダの伝説 時のオカリナ
『ゼルダの伝説 時のオカリナ』（ゼルダのでんせつ ときのオカリナ、英題：The Legend of Zelda: Ocarina of Time）は、1998年11月21日に任天堂より発売されたNINTENDO 64（N64）用アクションアドベンチャーゲーム、アクションRPG。

## 概要
ゼルダの伝説シリーズでこれまで用いていた2D見下ろし型視点から転換したシリーズ初の3D作品で、第三者視点と主観視点を併用しながら奥行きのある空間内で戦闘や謎解きを行う。歴代作品に登場した怪物・ガノンの変身前にあたる人間の姿の「ガノンドロフ」や、多様な人種・種族が本作で初登場し、以降のシリーズ作品にも設定が反映されている。また本作では、それまでの3Dゲームで付きものだったカメラワークや操作性の問題の解決策として、第三者視点のまま敵や特定の対象物に自動で照準を合わせながら行動できる「Z注目システム」や、様々な特殊アクションを状況に応じて自動で判別し1つのボタンのみで実行できるシステムなどを搭載している。
これら本作の革新性は高く評価され、第3回CESA大賞（現・日本ゲーム大賞）大賞や、第2回文化庁メディア芸術祭 デジタルアート〔インタラクティブ〕部門 大賞など数多くの賞を受賞した（詳細は「評価」を参照）。
直接の続編に『ゼルダの伝説 ムジュラの仮面』がある。2011年6月には、ニンテンドー3DS用に全面的にリメイクされた『ゼルダの伝説 時のオカリナ 3D』が発売された。

## システム
謎解きとアクションというゲームシステムの根幹はそのままにインターフェースを完全に3Dに置き換え、「草や岩を持ち上げて投げる」「ヒビの入った壁を爆弾で壊して進む」など従来作品同様のアクションを3Dでも実現した。ライフの数は最初は3つで最大20。本作ではハート（体力）が0になるとゲームオーバーとなり、タイトル画面に戻るか、セーブした状態からやり直すことができる。また、デスマウンテン火口の灼熱地帯や水中ではリンクの残りハートの数によって制限時間が決まり、時間が切れるとゲームオーバーになる。魔力ゲージはデスマウンテン登山道の大妖精の泉から使用できるようになる。なお、セーブファイルをロードする際に出る数字は、ゲームオーバーの回数を示している。通貨単位は「ルピー」。

### Z注目システム
プレイヤーが対象となる物体（ナビィが対象に移動、かつマーカーが表示される）を任意にロックオンし、対象物に対して確実に接近や離脱をしたり、移動しつつ矢などの飛び道具を目標へ確実に狙いを付けることを可能としたシステムである。
従来の3Dアクションゲームでは敵に攻撃を当てるために細かい照準補正を必要とし、正面に向くカメラワークによりプレイヤーキャラクターを適切な位置に動かすことそのものを難しく感じるプレイヤーもいたことから、その対応策として考案されたもので、対象が隠れることが無いようにカメラワークも斜めや横側などに回り込むようにセミオートで補正されるため、プレイヤーキャラクターの位置の把握や敵との間合いを取ることが容易となる。
このシステムによって、3Dアクションの難点とされていたカメラワークと操作性の問題が大きく改善され、以後多くの3Dアクションゲームに類似したシステムが搭載された。

## ストーリー
ハイラルのコキリの森に住む少年リンクは、コキリ族のパートナーとなる妖精を自分だけが持っていないことを森の仲間に馬鹿にされつつも平和な日々を送っていた。
そんなある日のこと、リンクのもとに妖精ナビィが訪れ、コキリ族の守護神「デクの樹サマ」が危機に落ちていることを知らせにやってくる。デクの樹サマを苦しめていた魔物を退治したリンクは、命尽き果てていくデクの樹サマから森の精霊石を授けられ、ハイラルで「神に選ばれし姫」を探すように言い残された。
遺言に従ってナビィと共に森を旅立ち、ハイラル城でゼルダ姫と出会ったリンクは、彼女から魔盗賊ガノンドロフの野望と精霊石の秘密を聞かされる。ガノンドロフは聖地に眠る「トライフォース」を得るため、その地への扉を開くために必要な「精霊石」を探しているのだという。
リンクはガノンドロフの野望を阻止するため、彼より先に精霊石を集めて聖地への扉を開こうとする。ところが、扉の鍵である「マスターソード」を引き抜いた途端、リンクの身体が封印されてしまう。リンクの身体はマスターソードに触れるには幼すぎたのである。
7年後、封印の末に大人に成長したリンクは封印が解かれ目覚める。しかし、ハイラルは既に「力のトライフォース」を得たガノンドロフの手に落ちていた。光の賢者ラウルとシーカ一族の末裔シークから、ガノンドロフを倒すためには伝説の賢者の力が必要であると聞かされたリンクは、賢者たちの協力を得るため、マスターソードを手に再び冒険に旅立つのであった。

## 登場人物
一部の登場人物の名前（ラウル、ルト、サリア、ミド、ナボール、ダルニア）は『リンクの冒険』の街の名前から採られている。

### 主要人物
リンク （Link）
声 - 瀧本富士子（少年期） / 檜山修之（青年期）
本作の主人公。コキリの森に住む少年。名前はゲーム開始時に変更可能だが、デフォルトの名前に従って本稿では「リンク」とする。
周りのコキリ族とは違い自分の妖精を連れていなかったが、森の守り神であるデクの樹サマから妖精が遣わされる。後に自身がコキリ族ではなくハイリア人であると知らされ、ハイラルの運命を背負うために森を後にする。冒険の中で辿り着いた時の神殿でマスターソードを抜いて七年間の眠りについたことで「時の勇者」として覚醒し同時に「勇気のトライフォース」を継承、以降はマスターソードを「時の神殿」にある「時の台座」に抜き差しすることで大人時代と子供時代を行き来しながら冒険を繰り広げる。
年齢に関しては劇中で触れられていないが、攻略本「時のオカリナ百科」に掲載されたスタッフコメントにて「リンクは8歳と15歳を行き来している」と述べられている。
ナビィ （Navi）
声 - 水橋かおり
デクの樹サマから遣わされリンクのもとにやってきた妖精。光球に羽根が生えたような外見をしている。リンクの冒険に同行し、戦闘や謎解きをサポートする。
ゼルダ姫 （Princess Zelda）
声 - 水沢潤
ハイラルの王女。幼少期には予知夢でガノンドロフの企みをいち早く察知し、その野望の阻止をリンクと誓い合うが、後にガノンドロフの魔の手が迫り乳母のインパと城を脱出、その際にリンクに「時のオカリナ」を託す。
ガノンドロフ （Ganondorf）
声 - 長嶝高士
ゲルド族の盗賊の男。ハイラル全土を手中に収める野望を抱いている。ハイラル国王に忠義を示して近づいた後にクーデターを起こしてハイラル城を制圧、後に聖地へ侵入し手にした「力のトライフォース」の力で魔王となる。その後、残りのトライフォースを得ようとゼルダ姫を誘拐しリンクと戦いを繰り広げるが敗北し、最後は「力のトライフォース」の力を暴走させ怪物体のガノンとなる。
デクの樹サマ （Great Deku Tree）
コキリの森の奥に聳える巨大な樹の精霊で、コキリ族の生みの親であり、リンクの育ての親でもある。森の守り神として長年コキリの森を守ってきたが、悪しき者の呪いにより命が尽きる寸前にリンクを呼び出し、ハイラルを救う勇者としての運命を告げると共に森の精霊石を託して静かにその生涯を終える。
エポナ （Epona）
ロンロン牧場で飼育されている栗毛の仔馬。音楽が好きで、特に「エポナの歌」を好む。子供時代に出会ったリンクと仲良くなり、後に大人になった彼と再会して以降はリンクの相棒となる。
ケポラ・ゲボラ （Kaepora Gaebora）
子供時代のリンクの行く先々に現れ助言を与える巨大なフクロウ。その正体は光の賢者ラウルの生まれ変わり。
ラウル （Rauru）
遙か昔に時の神殿を造った光の賢者。肉体は滅びたが、時の神殿内部の異空間「賢者の間」にその魂が生き続けており、いろいろな動植物に姿を変えることができる。マスターソードにより7年間封印されていたリンクに時の勇者としての使命を告げて自身も光の賢者として力を貸す。

### ハイリア人 （Hylian）
ハイラルに住む一般的な人々。エルフのように耳が長く尖っているが、これは神の声を聴くためとされる。
マロン （Malon）
声 - 水沢潤
ロンロン牧場で働く少女。エポナと仲が良く、歌を歌うのが好きで、日中牧場に行くと歌っている姿を見ることができる。ゴシップストーンによれば、いつか馬に乗った王子様が迎えにくると思っている。
タロン （Talon）
声 - 長嶝高士
マロンの父で、ロンロン牧場の経営者。のんびりとした性格で温厚な人物だが怠け癖があり、しょっちゅう居眠りをしている。7年後の世界で再訪問すると、従業員だったインゴーに牧場を乗っ取られ、カカリコ村で寝てばかりの怠惰な暮らしをしているが、あるイベントを経てインゴーが改心すると牧場主に復帰する。復帰後はインゴー同様に心を入れ替え、牧場の仕事に精を出すようになった。
インゴー （Ingo）
声 - 長嶝高士
ロンロン牧場の従業員。横柄な態度の野心家で、ぐうたらな経営者（タロン）のせいで彼よりずっと働かされている自分の立場に納得していない。7年後にはガノンドロフの手助けでロンロン牧場を乗っ取るが、後にリンクにエポナを奪われたことで改心した。
名前の由来は頑固で思いやりのない「因業」にもかかっているとされる。
ダンペイ （Dampé）
声 - 長嶝高士
カカリコ村の墓地の墓守。昼は寝ており、夜になると墓地で穴掘りツアーを開催しているが、大人時代には亡くなっており、幽霊となった自身にレースを挑んで勝つと「フックショット」が貰える。
みずうみ博士 （Lake Scientist）
ハイリア湖畔にみずうみ研究所を構える博士。湖に流れ着く変なものと水を混ぜ合わせる研究をしている。また、視野が非常に広く、見てないようでも後ろの状況も見通すことができる。

### コキリ族 （Kokiri）
コキリの森に住む子供の姿をした一族。一人ひとりが自分の妖精を連れている。コキリ族は大人にならない種族なので7年経っても子供のままである。森に住んでいる者は森から出ると命を落とすと言われているが、エンディングでは森の外にあるロンロン牧場にいるのが確認できる。語尾に「ジャラ」と付くコキリ訛りが存在するが、滅多に聞くことはできない。
サリア （Saria）
声 - 水沢潤
リンクの幼馴染である少女。森の聖域の最深部にあるお気に入りの切り株の場所を頻繁に訪れオカリナを奏でている。コキリの森から旅立つリンクに「妖精のオカリナ」を手渡し、後に森に帰ってきたリンクに「サリアの歌」を教える。7年後は森の賢者として覚醒し、リンクに同じ世界には住めないと伝えると共にいつまでも友達でいることを約束する。
ミド （Mido）
コキリ族のガキ大将で、コキリ族のボスを自称。普段から妖精を持たないリンクをからかっており、デクの樹サマの許に向かうリンクの邪魔をするが、内心ではリンクを友達だと思っており、7年経っても彼の帰りを待ち続けている。
ファド （Fado）
髪の毛を二つに結んだ「フフフ」という笑い方が特徴的であるコキリ族の少女。コキリの森に入った親方の息子の末路を見届けて大人リンクに「密猟者のノコギリ」を渡す。

### ゴロン族 （Goron）
デスマウンテンの地下で生活を営む岩のような体躯とつぶらな瞳が特徴である山の一族。性格は非常に温厚で、語尾は「ゴロ」（子供の時は「コロ」）である。ドドンゴの洞窟で取れる岩を主食とし、特上ロース岩が大好物。
ダルニア （Darunia）
声 - 長嶝高士
ゴロン族の族長で、大昔に邪竜ヴァルバジアを封印したゴロンの英雄の子孫。ドドンゴの洞窟の事件解決をきっかけにリンクを兄弟分として認め炎の精霊石を与える。7年後は炎の賢者として目覚め、いつまでもリンクと兄弟であることは変わらないと告げる。
ゴロンキッド
ダルニアの息子。リンクがキングドドンゴを倒した後に生まれてリンクと同じ名前（プレイヤーが主人公に付けた名前）を授かっており、ドドンゴを倒した英雄であるリンクに強い憧れを抱いている。
ダイゴロン （Biggoron）
声 - 長嶝高士
デスマウンテンの頂上にいる刀鍛冶の巨大なゴロン族。キングゾーラの昔からの友人でもある。彼の作る刀は絶対に刃こぼれしない逸品である。
チュウゴロン （Medigoron）
声 - 長嶝高士
ダイゴロンの弟。兄ほどではないが、巨大な身体をしている。ゴロンシティにいて、兄と同じく鍛冶の仕事をしているが、彼自身の作った刀はしばらく使用すると刃こぼれしてしまう。

### ゾーラ族 （Zora）
太古よりハイラルの水源を守ってきたジャブジャブ様を守り神として崇める一族。魚のような姿をしており、水への適応力に優れている。基本的に理知的で、礼儀正しい性格であり、王族は語尾に「ゾラ」と付く独特の口調で話す。
ルト （Ruto）
声 - 水沢潤
ゾーラ族の姫で、キングゾーラの一人娘。横柄な言葉遣いをするが、優しい一面もある。ジャブジャブ様のお腹でリンクと出会い、リンクにゾーラのエンゲージリングである水の精霊石を与える。7年後には一族の危機を救うべく水の神殿へ向かった末に水の賢者として目覚め、リンクに対して変わらぬ愛を告げ一族を助けてくれたというシークにお礼を言うように頼む。
キングゾーラ （King Zora XVI）
声 - 長嶝高士
本名は「キングゾーラ・ド・ボン16世」。ゾーラ族の王で、ダイゴロンの昔からの友人。他のゾーラ族より遥かに巨大な体躯で、動くのが億劫なためにいつも王座に腰掛けている。

### シーカー族 （Sheikah）
代々、ハイラル王家を影から支えたとされる闇の一族。
インパ （Impa）
声 - 瀧本富士子
ゼルダ姫の乳母として仕え、学問や武術を教える。シーカー族の最後の生き残りで、カカリコ村の創設者でもある。7年後には闇の神殿で闇の賢者として目覚め、リンクにゼルダのことを託す。
シーク （Sheik）
声 - 水沢潤
シーカー族の生き残りを自称する謎の青年。忍者のような俊敏なさを持つ。ハープを使った演奏でリンクの行く先々で不思議なメロディーを授ける。
カカリコ村の井戸からボンゴ・ボンゴが復活した際にリンクと共闘するが、二人とも敵わず打ちのめされてしまっている。

### ゲルド族 （Gerudo）
盗賊を生業とする砂漠の民。ほぼ女性のみで構成され、100年に一人生まれるという男性が一族の王となる。ゲルドの女性は時々ボーイハントをしにハイラル城下町に行くことがあるという。
ナボール （Nabooru）
声 - 神宮司弥生
ゲルド族の長。気が強く、姉御肌な性格。少年時代のリンクの前で双子の魔女ツインローバにさらわれた後に洗脳を施され、全身鎧の敵「アイアンナック」の姿で7年後のリンクと対峙する。後に洗脳が解けて魂の賢者として覚醒し、リンクに魂のメダルを託す。
コウメ、コタケ （Koume, Kotake）
声 - 神宮司弥生
ゲルド族の双子の魔女で、ガノンドロフの育ての親。コウメは炎の魔法、コタケは氷の魔法を使い、合体すると双方の魔法を操る巨大な若い女性の姿「ツインローバ」となる（詳細はボスの項を参照）。
『大乱闘スマッシュブラザーズ for Nintendo 3DS』以降のシリーズ作品では、対戦ステージ「ゲルドの谷」に登場し、本作同様に、炎の魔法、氷の魔法を使う。

## モンスター
モンスターとは、フィールドやダンジョンなど、ほとんど場所を問わずに数多く遭遇する。ここでは主なモンスターを解説する。
デクババ
食虫植物型のモンスター。枯れかけて上を向きながら回転するタイプと、近づくと噛み付いてくるタイプの2種類ある。前者は攻撃してこないが、一定時間で再び生えてくる。頭部を攻撃して倒すとデクの実を、茎部を攻撃して倒すとデクの棒を得られる。
スタルチュラ
天井から降りてくる巨大なクモ型モンスター。背面はドクロ形の硬い甲殻に覆われている。
大スタルチュラ
大きなスタルチュラ。正面からの攻撃が効かない以外スタルチュラとほとんど変わらない。
スタルウォール
ツタや壁にへばりついている小さいスタルチュラ。近づくと体が紫に変色し突進してくる。
黄金のスタルチュラ
ハイラル各地に100匹存在する、金色に輝くスタルチュラ。壁にへばりついているものがほとんどで、大きさから見てもスタルチュラというよりはむしろ色違いのスタルウォールである。
夜行性であり、ダンジョンや洞窟内に生息している場合が多い。その場から動かず攻撃もしてこないが、触れるとダメージを受ける。倒すと印を残し、これを取らないと復活する。Z注目はできない（印は可能）。
やわらかい土の中が好きであり、ゴシップストーンのメッセージより、やわらかい土の中でムイムイが成長した姿であると思われる。
スタルチュラハウスの家族が言う「呪いのクモ」とはこの黄金のスタルチュラのことであり、一定数倒す毎に家族達の呪いが解け元の姿に戻っていく。大人時代で退治した結果も、何故か子供時代のスタルチュラハウスでも反映される。
キース
コウモリ型のモンスター。体当たりで攻撃する。派生種として、炎に包まれた「ファイアキース」と、冷気に包まれた「アイスキース」がいる。
ビーモス
柱に回転する頭部がついた一つ目のモンスター。リンクを視界に捉えるとビームを発射して攻撃する。倒すと頭部が弾け飛び爆発する。なお、このモンスターのみリンクの近くにいても敵接近時のBGMが流れない。
オクタロック
タコ型のモンスター。水上から石を飛ばして攻撃してくる。常に水上におり、近づくと水中に潜ってしまう。
ライクライク
筒状の軟体生物。ゆっくりと近づき、接近してきたリンクに身体を伸ばし口で飲み込もうとする。触れると丸呑みにされた後、装備していた店売りの盾や服が剥ぎ取られた状態で吐き出される。奪われた装備は、一定時間以内に撃破することで取り戻すことが可能。
フォールマスター
手首だけのモンスター。ダンジョン内の特定の場所で突然天井から降ってくる。捕まるとダンジョンの入り口まで戻されてしまう。
フロアマスター
外見はフォールマスターに酷似している。強力な威力を持つ体当たりで攻撃し、斬られると3体に分裂する。分裂後は、自らの体を再生するためリンクに飛びついて体力を奪い取ろうとする。
デクナッツ
タネを吐いて攻撃する。近づくと地面に潜って隠れようとし、追い詰めるとヒントを言って逃げる。タネ袋をくれるものもいる。
アキンドナッツ
攻撃方法はデクナッツと同じだが、攻撃すると「参ったッピ」と言いアイテムを販売する。ただし通常のショップで買うよりも多少値が張る場合が多い。
ウルフォス
オオカミ型のモンスター。旋回するように動き、前足で攻撃および防御を行う。
スタルベビー
骸骨のモンスター。子供時代の夜のハイラル平原で無数に出現する。朝日や水を苦手とし、横斬りで斬ると首が飛び、動きが緩慢になる。倒し続けると大型種が出現するが、強さは変わらない。
テクタイト
アメンボの様なモンスターだが、設定上はカニ。飛び跳ねながら襲いかかってくる。赤テクタイトと青テクタイトがおり、青テクタイトは水上を移動できる。
ドドンゴ
ドドンゴの洞窟に生息する、2本足の恐竜型モンスター。炎を吐き、方向転換の際には尻尾で攻撃してくる。攻撃力は高めだが動きは鈍い。倒されると爆発する。
ベビードドンゴ
ドドンゴの幼体。足が無く、ツチノコのような外見をしている。成体と違って動きが素早く、地面から集団で襲い掛かる。ドドンゴと同じく倒されると爆発する。
ポウ
この世を恨んで死んでいった人々の魂の塊。ハイラル平原に現れるものと墓地に現れるものの2種類がある。どちらも倒すと魂が残り、ビンに詰めることができる。
ビッグポウ
ハイラル平原に出現する、大きなポウ。全部で10体おり、エポナで特定の場所を通った時にのみ出現する。現れた瞬間に逃走を始めるため、徒歩では接近することさえできない。ポウ同様魂をビンに詰めることができる。この魂を集めている人物がいる。
リーデット
生ける屍。生き物の体液を食物とする。ゆっくり歩けば目の前を通っても大きな音を立てない限り気づかれることはないが、見つかると睨みによって動きを封じられ、ゆっくりリンクに近づいてきて、捕まると体力を減らされ続ける。オカリナで「太陽の歌」を奏でると動きを止められる。動きは緩慢で、倒されると土に還る。
王家の墓穴の他、大人時代の城下町にも徘徊しているが、大乱闘スマッシュブラザーズシリーズに登場するフィギュアの説明文では正体は「住民は各地に避難しているため、単に人の姿をしただけの魔物と思われる」「たまたま人間の形に似ている土くれの怪物」とされている。
攻略本「時のオカリナ百科」のスタッフの会話では「各地にある聖域の影響で犬たちが変異した」と冗談めかして話している。また同著には「ボンゴボンゴが井戸の底で生み出した。もしくはボンゴボンゴと一緒に井戸の底に封印された」とされている。
ギブド
リーデットがミイラ化したもの。炎で燃やすとリーデットになる。リーデットと同様に「太陽の歌」で動きを止めることができる。
リーバ
砂漠の砂の中から出現し攻撃してくる。倒し続けると紫色の大型種が登場する。
グエー
カラス型のモンスター。リンクめがけて突進してくる。倒し続けると大型種が登場する。鳴き声は「グエー」。
アヌビス
魂の神殿の番人。リンクが動く方向と逆方向に移動し、剣を抜くと炎を吐く。
アモス
石像のモンスター。触れたり、攻撃を加えることで動き出し、倒されると暴れながら爆発する。アモスではないただの石像もある。
シャープ&フラット
音楽家兄弟の幽霊。生前はハイラル王家に仕え、長年の研究の成果をガノンドロフに横取りされかけた。
幽霊四姉妹の次女ジョオ、三女ベス、末妹エイミー
森の神殿を守る幽霊の姉妹。ジョオとベスは絵の中を行き来し、エイミーはブロックパズルに自分の姿を隠している。ダメージを与えるか注目すると透明になり、この間は攻撃が効かない。
リザルフォス
最初に登場する中ボス。剣を装備したトカゲ型のモンスターで、機敏に動きながら剣で斬りつけてくる。2体同時に登場することがある。防具を持たないため耐久力はそれほど高くなく、大人時代は一般モンスターとして登場する。
スタルフォス
剣と盾を装備したシリーズ常連のガイコツ剣士。森の神殿と氷の洞窟（裏）では中ボスとして登場する。盾を構えこちらの様子をうかがいつつ、二段攻撃やジャンプ斬りなどの剣技で攻撃する。2体同時に登場することもあるが、2体目を倒すのに時間を掛けすぎると1体目が復活してしまう。
ダイナフォス
リザルフォスに似た恐竜型のモンスター。槍のような大剣を装備し能力的にはリザルフォスを上回るが、やはり防具は持たず、動きもあまり変わらない。
アイアンナック
鎧を纏い、中ボスでは最大の攻撃力と体力を誇る。攻撃されるまでは椅子に座ったまま動かない。
動きは鈍いが大斧による攻撃は強力で、盾を構えていても防ぎきれない。ある程度ダメージを与えると腹部の外装が外れて俊敏な動きを見せるようになる。

### 中ボス
一般のモンスターに比べ防御するなど知能が高い。各ダンジョンの要所に配置され、戦闘開始前には部屋の扉が閉まる。
ダイオクタ
巨大なオクタロック。石を発射するオクタロックとは異なり、巨体を活かした体当たりで攻撃する。
四姉妹幽霊の長女メグ
森の神殿に登場。次女、三女、末妹を倒すと出現する。
分身を3体出現させ、本体を含めた4体で襲いかかってくる。
フレアダンサー
炎の神殿に登場。炎の衣を纏っているが、本体は小さい。纏った炎は攻撃に使われるとともに装甲の役目も果たしている。
ダークリンク
声 - 檜山修之
主人公の影。プレイヤーが名前を変更した場合は「リンク」の部分がそれに対応したものに変わる。
ダークリンクの体力はリンクの体力を基準に設定される。体の色は最初は半透明だが、戦闘が長引くにつれて黒くなり、攻撃が激しくなる。
デドハンド
地面から無数に伸びた腕で、本体は地下に隠れている。手がリンクを捕らえると地上に現れ噛み付いてくる。ダンジョンにより腕の数は異なる。腕は倒せるものの再生する。
ゲルドの盗賊
スタルフォスと似た戦い方をする敵。盗賊団に捕まっている大工と会話すると出現する。武器は2本の彎刀で、熟練の剣技を攻撃にも防御にも使う。回転斬りを食らうと一撃で倒され、牢屋に入れられてしまう。4回勝利するとリンクをゲルドの仲間として認める。
アイアンナック
赤い全身鎧を身につけた騎士で、中身は洗脳されたナボール。魂の神殿のボス部屋直前で戦うことになる。攻撃力は普通のアイアンナックと同じだが、耐久力が増している。

## ボス
そのステージで入手した武器を駆使することで倒せる場合が多い。キングドドンゴとヴァルバジアのみ他のボスとは異なる専用のBGMが流れる。3DS版では、大人時代でオカリナメロディーの「光のプレリュード」を覚えた後で、リンクの家のベッドを調べると、一度戦ったボスと再戦ができる。
甲殻寄生獣ゴーマ （こうかくきせいじゅうゴーマ）
デクの樹サマの呪いの根源である巨大な一つ目の魔物。天井にのぼると卵を産み、卵からは幼生ゴーマが産まれる。
卵を産むことと、海外版では「Queen Gohma」となっていることからメスと考えられる。
猛炎古代竜キングドドンゴ （もうえんこだいりゅうキングドドンゴ）
ドドンゴの洞窟の主である巨大なドドンゴ。四肢が発達しており、炎を吐いたり転がったりして攻撃する。口に入ったものは何でも食べる習性をもつ。
電撃旋回虫バリネード （でんげきせんかいちゅうバリネード）
ジャブジャブ様に寄生している巨大な寄生虫。数体のバリ（電気クラゲのようなモンスター）に本体を守らせている。攻撃時にはバリを展開し、回転させながら電撃を放ってくる。
異次元悪霊ファントムガノン （いじげんあくりょうファントムガノン）
森の神殿のボス。ガノンドロフにより闇の世界から召喚された、ガノンドロフの幻影。
馬に跨り、絵に出入りしつつ部屋中に稲妻を放つ。馬が倒された後は、空中を漂いつつ右手に持った槍から光弾を放ち攻撃する。また、稀に槍を構え突撃してくる。
灼熱穴居竜ヴァルバジア （しゃくねつけっきょりゅうヴァルバジア）
炎の神殿のボス。かつてゴロンの英雄に退治された邪竜だが、ガノンドロフが復活させ、ゴロン族を喰らわせることで他の部族への見せしめにしようとした。
攻撃方法は、極めて威力の高い火炎を吐く、噛み付く、天井から岩を降らせるなど。顔の部分が非常に硬く、並みの武器ではダメージを与えられない。
姫川明によるコミカライズ版では、当初子竜として城下町で売られていたところを子供リンクが買い取り仲良くしていたものの、七年後の世界でガノンドロフによって邪竜に変えられリンクと対決するという設定になっている。
水棲核細胞モーファ （すいせいかくさいぼうモーファ）
水の神殿のボス。本体は小さな核で、水の触手を操り攻撃してくる。触手に巻き付かれると締め付けられながら振り回され、大きなダメージを受けてしまう。
暗黒幻影獣ボンゴボンゴ （あんこくげんえいじゅうボンゴボンゴ）
闇の神殿のボス。インパにより井戸の底に封印されていたが、彼女の力が弱まったことで封印が解けた。カカリコ村を襲撃し、シークとリンクを倒した後に闇の神殿の最深部に逃げ込む。
天井から逆さ立ちになった人型のような姿で、顔にあたる部分に大きな一つ目がある。両手は分離しており、リンクが乗っているステージを打楽器のように叩き揺らす。
攻撃方法は、突進、手で締め付ける、張り手でリンクを押し出すなど。まことのメガネを使わないと視認できないが、見えない状態でもダメージを与えることはできる。
双生魔導士ツインローバ （そうせいまどうしツインローバ）
魂の神殿のボス。コウメとコタケからなるゲルド族の双子の魔女で、ガノンドロフの育ての親。強力な魔力でナボールを7年間操っていた。老婆の姿をしているが、合体すると巨大な若い女性の姿をした「ツインローバ」に姿を変える。年齢は本人達曰く380 - 400歳。
普段は2人とも髪をまとめているが、戦闘時には炎および冷気を帯びて逆立ち、体も一回り巨大化する。コウメは炎の魔法、コタケは氷の魔法を使い、合体すると双方の魔法を操る。
のちのシリーズ作品『ムジュラの仮面』『ふしぎの木の実』でも、それぞれ別の設定で登場している。
大魔王ガノンドロフ （だいまおうガノンドロフ）
ガノン城の主。「力のトライフォース」を使い、魔王と化したゲルド族の男。
攻撃パターンはファントムガノンの後半戦と同様だが、大量に放たれる光弾は普通に剣で斬っただけでは跳ね返しきれない。また、力のトライフォースによる闇の波動により通常の状態ではZ注目ができない。肉弾戦を仕掛けてくることもあるが、そのたびにステージが崩れていく。
ガノン
本作の最終ボス。戦いに敗れたガノンドロフが力のトライフォースの制御を喪ったことで魔獣へと変貌したもの。防御力が非常に高く、顔と尻尾以外にはダメージが通らない。
両手に持った2本の剣を振り強力な攻撃を行う。戦闘開始直後にマスターソードをはじかれてしまうため、他の武器で対応することになる。ただしトドメを刺すにはマスターソードを突く必要がある。
ゼルダの封印術によって動きを封じられたところ、リンクのマスターソードによって顔面を貫かれ大ダメージを受けるが、それでもガノンは死ななかった。しかしそこに勝機を見出したゼルダの呼び掛けに応えた賢者たちによって聖地へと封印された。
『大乱闘スマッシュブラザーズ SPECIAL』では、「灯火の星」「勝ちあがり乱闘」の両モード内において本作のガノンがボスキャラクターとして登場する。

## アイテム
アイテムの中には、こども専用、おとな専用のものがある。また、魔法アイテムやダンジョンクリア時にもらえるメダルなど、使用できないアイテムもある。ここでは『時のオカリナ』で特徴的なアイテムについて解説する。

### Cアイテム
左、下、右のCボタンユニットにセットして使用する（上Cボタンは視点変更、およびナビィとの会話）。セットしたCボタンのどれかを押すたびに、そのCボタンにセットしたCアイテムを即座に使用、もしくは構える（A/Bボタンで使用）。
弓矢などの狙いを付けて射撃するアイテムはCボタンを押した時に、その場で移動を停止して主観視点で射撃方向を操作するが、Z注目中は俯瞰視点で自由に移動しながらアイテムを使用することができる。
デクの棒
子供時代のみ使用可能。攻撃の他、先端に着火した火を運ぶ時に使用する。攻撃力はコキリの剣の2倍（マスターソードと同等）だがすぐ折れる。最大所持数は、初期10本、最大30本。
妖精のパチンコ
子供時代のみ使用可能。デクのタネを消費し、遠くの敵を攻撃したりスイッチを起動させることができる。最大所持数は、初期30個、最大50個。
ブーメラン
子供時代のみ使用可能。投げた後に迂回して手元に戻ってくる軌道を取る飛び道具。遠くの敵を攻撃したり、障害物越しのスイッチを起動させたり、アイテムを回収したりすることができる。敵をマヒさせることもできる。
デクの実
地面に投げつけて発破させ、発生した目くらましで敵の動きを一時的に止める。効かない敵もいる。最大所持数は、初期20個、最大40個。
妖精のオカリナ
コキリの森を出る時にサリアからもらう。子供時代はこのオカリナでメロディ関連の謎を解く。時のオカリナ入手と同時にメニュー画面に表示されなくなる。
時のオカリナ
ハイラル王家に伝わる秘宝。ゼルダ姫がガノンドロフから逃れる際にリンクに託す。聖地への入り口である「時の扉」を開ける時に必要となる。
まことのメガネ
真実を見ることができるメガネ。幻を見透かしたり、逆に見えない物体を視認することができる。メガネをかけている間は魔力を消費する。
バクダン
物体の破壊や敵を倒す時に使用する。持ち上げて投げたり、その場に置くことができる。バクダンは一定時間で爆発するが、自分も爆発に巻き込まれるとダメージを受ける。
ドドンゴ洞窟を攻略後、ショップで購入できるようになる。最大所持数は初期20個、最大40個で、ボム袋が必要。
ボムチュウ
自走型のバクダン。その場に設置後、細かく蛇行しながら前進し、一定時間後に爆発する。前進先に壁がある場合はそのまま壁に沿って移動し続ける。
ドドンゴ洞窟を攻略後に入手可能になる。最大所持数は、初期30個、最大50個で、ボム袋が必要。他の消費アイテムと異なりフィールド等では入手できず、特定のショップで購入、または宝箱から入手する。
魔法のマメ
子供時代にマメまきポイントに植えると、大人時代にリフトとして使用できる。マメまきポイントの数と同じ10個しか入手できず、1個目の価格は10ルピーだが、10ルピーずつ値上がりしていく。
妖精の弓
大人時代のみ使用可能。矢を消費すること以外の基本的な使い方は妖精のパチンコと同じだが、さらに燭台を経由することで矢に火を灯すことができる。矢の最大所持数は、初期30本、最大50本。
さらに各魔法の矢を入手することで、魔力を追加で消費して特殊な矢を放つことができる。
炎の矢（消費MP：2）
くもの巣や燭台に火をつけることができる。攻撃力は普通の矢と変わらない。
氷の矢（消費MP：2）
敵を氷漬けにすることができる。
光の矢（消費MP：4）
全神殿攻略後にゼルダ姫より授けられる、ガノンドロフに対する切り札。ガノンにも威力を発揮する。
フックショット / ロングフック
大人時代のみ使用可能。伸び縮みする鎖の先にフックのついた武器。攻撃の他に、フックを突き刺して物を引き寄せたり、的に引っかけてリンク自身を移動させることもできる。水中でも使用できる唯一の武器。
ロングフックはフックショットの2倍の長さがある。
メガトンハンマー
大人時代のみ使用可能。デスマウンテンに封印されていたゴロン族の伝説の武器。リーチは短いが威力が高く、リンクでは押すことのできないスイッチやブロックを衝撃力を利用して動かすこともできる。横と縦に振ることができ、縦に振ると地面に衝撃が伝わり、ジャンプ攻撃が可能。
ディンの炎（消費MP：6）
自分の周囲に炎のドームを展開する。範囲内の物体に火をつけ、敵にはダメージを与える。
フロルの風（消費MP：6）
ダンジョン内にワープ可能なポイントをセットできる。時を超えたり、一度ワープを使用するとポイントは消えてしまう。
ネールの愛（消費MP：12）
青く輝く結界を張り、一定時間無敵となる。
あきビン
ロンロン牛乳やクスリ、妖精などを入れることができる。全部で4つ入手できる。
お面 / 仮面
子供時代に城下町にあるお面屋でレンタルする。必要としている人に売ることができ、売った場合はお面屋に代金を支払う。お面を売るイベントを全てクリアすると、珍しいお面や仮面のレンタルが可能となる。
ほとんどのお面に効果はないが、最後に入手する「まことのお面」はゴシップストーンから噂を聞くことができる。

### 装備アイテム
アイテムモードのそうび画面で持ち変えることができるアイテム。
種類はBボタンで剣での攻撃、Rボタンでの盾構え、服、ブーツに分類されるほか、腕輪、グローブ、ウロコは所持しているだけで効果を発揮する。
剣での攻撃は移動入力やAボタン、Zトリガー、Z注目などで行動が派生する。盾構え中はその場で動かずに方向のみを変えられるが、Zトリガーでの平行移動およびZ注目中は移動しながら構えることが可能になる。
コキリの剣
コキリの森にある、子供リンクが唯一装備できる剣。
マスターソード
時の神殿に封印されている伝説の退魔の剣。コキリの剣の2倍の威力を持つ。
巨人のナイフ / 折れた巨人のナイフ
マスターソードの2倍の威力を持つ両手剣。非常に重く、両手で構えるため盾と同時に使用することができない。また、数回使用すると折れてしまい、コキリの剣と同じ威力になる上にリーチも下がる。なお、200ルピーを支払えば修理可能だが、ダイゴロン刀入手後は所持できなくなる。
ダイゴロン刀
ダイゴロンによって修復された剛剣。性能は巨人のナイフと同じだが、柄頭の色が異なり、何度使用しても折れる事はない。
『ゼルダ無双』ではインパの武器に「銘刀ダイゴロン」が登場した。
デクの盾
子供時代に普通に構えることのできる唯一の盾。火が付くと燃えてしまう。
ハイリアの盾
鉄製の頑丈な盾で炎攻撃を防ぐ。
子供時代にも装備はできるが、重すぎて前に構えることができず、背負った状態で使う。構え防御の際はその場に伏せて身を屈める行動を取る（Zトリガーでの移動は不可）。
ミラーシールド
表面が鏡のようになっている盾。光や一部の魔法攻撃を反射することができるが、オクタロックなどの攻撃を跳ね返すことはできない。修正ロム版ではデザインが変更された。
ゴロンの服
火に強い赤い服。溶岩床で一定時間ダメージを受けなくなり、灼熱地帯でも時間制限無く行動できる。イベントで入手する他、ゴロンの店で買うこともできる。
ゾーラの服
水中でも時間制限無く呼吸できる青い服。イベントで入手する他、ゾーラの店で買うこともできる。
ヘビィブーツ
非常に重い鉄製の靴。体が重くなり、水中を歩くことが可能となる。地上で履くと強風でも飛ばされなくなるが、動きが極めて鈍くなる。3DS版では『風のタクト』と同様にCアイテムに変更された。
ホバーブーツ
羽のような装飾のある靴。ジャンプ距離が伸び、僅かな時間だが空中を歩くこともできる。また、床に体重をかけずに歩くことができ、極端にスリップするようになる。ヘビィブーツ同様3DS版ではCアイテムに変更された。
ゴロンのうでわ
子供時代のみ使用可能。バクダン花、草などを持ち上げることができる。銀のグローブを入手すると、ゴロンのうでわが銀のグローブに置き換わる。
銀のグローブ / 金のグローブ
大きな岩や特定のブロックを持ち上げたり、動かすことができる。金のグローブは銀のグローブより大きい岩柱を持つことができる。
銀のウロコ / 金のウロコ
水中への素潜りが可能な距離が延びる。銀のウロコは水深6まで、金のウロコは水深8まで潜水可能になる。

## 地理
広大なハイラル平原が広がり、森、山、湖、谷など豊かな自然に囲まれている。

### 要所
コキリの森 (Kokiri Forest)
コキリ族が住む、のどかな森。リンクの故郷で、森の聖域へつながる迷いの森やデクの樹サマがそびえる広場がある。迷いの森にはゾーラ川につながる水路やゴロンシティへ通じる道もある。
一見のどかな場所だが、森に入った外部の者は怪物と化してしまう。そのため、外部の者はコキリの森を含めた森全体を「禁断の森」と呼ぶ。デクの樹サマの加護を受けて育ったリンクや、特別な力を持つ者はこれに影響されない。大人時代はデクの樹サマの死去およびガノンドロフの魔力によって大量のモンスターに占領されているが、森の神殿をクリアすると全て消える。
ハイラル城 (Hyrule Castle)
ハイラル王やゼルダ姫が住む、ハイラルの中枢となる城。城の周囲や中庭は警備が厳しく、城下には賑やかな街が広がる。大人時代は同じ場所にガノン城が建っている。
城下町 (Market)
ハイラル城下の活気溢れる街。商業施設や娯楽施設が充実しているが、大人時代はガノンドロフに滅ぼされ廃墟と化しており、生き残った住民はカカリコ村に移り住んだ。
時の神殿 (Temple of Time)
ハイラル城下町の近くにある神殿。悪しき心を持つものは決して触れることのできない伝説の剣・マスターソードが収められている。それを引き抜いたリンクは時の勇者としてはまだ幼すぎたため聖地へ封印され、7年の時を経て時の勇者として覚醒する。大人時代と子供時代を行き来する場所であり、ストーリーの中核を担う建物も多く存在する。
カカリコ村 (Kakariko Village)
デスマウンテンの麓に位置するシーカー族の村。シーカー族最後の生き残りであるインパによりハイリア人に開放され、城下町の住民達が移り住んでいる。城下町壊滅後は生き残りの住民達が移り住み、子供時代では空き家だった物件で城下町にあった施設が再建された。インパが以前住んでいた家には、ダンジョンなどの仕掛けを解くヒントが描かれている。
デスマウンテン (Death Mountain)
ゴロン族の住むゴロンシティがある霊峰。山頂には一際大きなゴロン族、ダイゴロンがいる。岩石や火山灰が降る危険な場所がある。
ゾーラの里 (Zora's Domain)
王国の水源を守るゾーラ族が住む美しい里。カカリコ村の南の川の上流に位置する。ゾーラの泉に住むジャブジャブ様は、ゾーラ族から守り神と崇められている。大人時代はガノンドロフの呪いにより凍結しており、ジャブジャブ様もゾーラの泉からいなくなっている。水の神殿を攻略すると呪いは解ける。
ハイリア湖 (Lake Hylia)
ゲルドの谷から川が流れこむ広大な湖。釣り堀などがある。ゾーラの里と水路でつながっているが、大人時代はゾーラの里が凍結しており行き来できない。
ロンロン牧場 (Lon Lon Ranch)
ハイラル平原の中央に位置する平和な牧場。タロン、マロン、インゴーの3人で栄養満点のロンロン牛乳を生産している。ガノンドロフ側に付いたインゴーに乗っ取られるが、彼との競馬に勝つと牧場を取り返すことができる。
ゲルドの谷 (Gerudo Valley)
幻影の砂漠の入り口で、近くにゲルド族の砦がある。谷底にはハイリア湖へと流れる川があるが、谷から湖への一方通行であり、ハイリア湖からゲルドの谷に行くことはできない。砦では数名のゲルド族が厳重な警備を行なっており、見つかると牢屋に閉じ込められてしまう。子供時代は会員証を持っていても砦に入ることはできない。
『大乱闘スマッシュブラザーズ for Nintendo 3DS』では、対戦ステージとして登場する。

### ダンジョン
デクの樹サマの中 (Inside the Great Deku Tree)
コキリの森の奥にそびえるデクの樹サマの体内。魔物に侵されている。最初は空洞となっている内部を探索し、根の部分の地下水脈へと降りていく。
ボス：甲殻寄生獣ゴーマ
ドドンゴの洞窟 (Dodongo's Cavern)
デスマウンテン登山道にある、ドドンゴの住処と化した洞窟。左右対称に近い構造で、最も大きな広間にはドドンゴの顔を模したような巨大な造形物がある。子供時代にクリアし、大人になってからも入れる唯一のダンジョンである。
ボス：猛炎古代竜キングドドンゴ
ジャブジャブ様のお腹 (Inside Jabu-Jabu's Belly)
ゾーラの泉に生息する巨大魚、ジャブジャブ様の体内。口から入り五臓六腑を探索するが、外見からは想像できないほど広い。非戦闘員と行動を共にする唯一のダンジョンである。『裏ゼルダ』では、なぜか牛がジャブジャブ様のお腹に埋め込まれ、パチンコで起動するスイッチとなっている。
ボス：電撃旋回虫バリネード
森の神殿 (Forest Temple)
森の聖域にある神殿。中世の古城のような外観をしており、コキリの森の中で唯一青空が見える場所でもある。地下へ進むには、四姉妹の精霊から炎を取り戻す必要がある。
このダンジョンには廊下が90度にねじれている場所が登場するが、光村図書出版が発行する高校用の美術の教科書にこの画像が取り上げられている。
ボス：異次元悪霊ファントムガノン
炎の神殿 (Fire Temple)
デスマウンテン火口にある神殿。捕らわれたゴロン族を助けつつ進んでいく。火口にありながら異様な高層構造で、さながらデスマウンテンの内部に埋め込まれた神殿である。マグマに満ちた内部は熱気で覆われ、ゴロンの服なしで行動することはほとんど不可能。
ボス：灼熱穴居竜ヴァルバジア
氷の洞窟 (Ice Cavern)
ゾーラの泉の奥にある洞窟。氷の性質を利用した仕掛けが多く登場する。
水の神殿 (Water Temple)
ハイリア湖の湖底に眠る神殿。中央塔を中心に通路・部屋が点在する。水中を探索するため、ゾーラの服なしで行動することはほとんど不可能。『裏ゼルダ』では早期にロングフックやマップ・コンパスが手に入り、より自由度の高い探索が可能である。ゼルダシリーズにおけるいわゆる水系ダンジョンの元祖である。
ボス：水棲核細胞モーファ
井戸の底 (Bottom of the Well)
カカリコ村の井戸の底。幻影獣ボンゴボンゴが封じられていた。かつては真実を見通す眼を持つ者が住む屋敷だったらしいが、それが井戸になった理由は不明。普通では見えない仕掛けや見えるのに存在しない仕掛けがあり、随所に処刑・拷問用の器具と思われる物が置かれている。大人時代では入る事ができない。
闇の神殿 (Shadow Temple)
カカリコ村の墓地に存在する神殿。巨大な鎌を持つ死神像や鳥形の石像、棺桶、ギロチンなどグロテスクな仕掛けが多く、ハイラルの血塗られた歴史を秘めた神殿であるらしい。後半は幽霊船で大きく移動する。子供時代でも中に入ることはできるが、フックショットが使えないので、先に進むことはできない。
ボス：暗黒幻影獣ボンゴボンゴ
ゲルドの修練場 (Gerudo Training Ground)
ゲルドの砦にあり、文字通り部屋ごとに修練を課せられる。ゲームクリアの必須条件ではない。
魂の神殿 (Spirit Temple)
砂漠の果ての巨大邪神像内にある神殿。左右対称の構造で、古代エジプトのような雰囲気を有する。子供・大人両方の時代で入る必要がある。
ボス：双生魔道師ツインローバ
ガノン城 (Ganon's Castle)
ハイラル城のあった場所に建てられたガノンドロフの居城。内部は六つの結界が張られている。
ボス：大魔王ガノンドロフ/ガノン

## オカリナのメロディー
オカリナが奏でるメロディーは様々な効果をもたらし、それを活用して冒険を進めてゆく。メロディーはCボタン群とAボタンを組み合わせて演奏する。

### 通常メロディー
様々な効果をもたらすメロディー。いずれもイベントに関連する人物や場所のテーマ曲の一部分である。
ゼルダの子守歌 (Zelda's Lullaby)
インパから教わる最初のメロディー。ハイラル王家の関係者の証にもなる。
エポナの歌 (Epona's Song)
マロンから教わる牧場の歌。牛の前で吹くと牛乳がもらえる。大人時代はエポナを仲間にしたら呼び寄せることができる。
サリアの歌 (Saria's Song)
サリアから教わる。サリア、ナビィと会話することができる。
時の歌 (Song of Time)
ゼルダ姫から教わる。時の扉を開けるために必要。また、時の扉と同じ模様が刻まれたブロックを消したり出現させたりすることができる。
嵐の歌 (Song of Storms)
風車小屋の男から教わる。嵐を呼び、豪雨を降らせる。
太陽の歌 (Sun's Song)
王家の墓内の石碑から習得する。昼夜を逆転させるだけでなく、リーデットやギブドを一定時間行動不能にできる。
カカシの歌 (Scarecrow's Song)
プレイヤーが自由にメロディーを作ることができる。特定の場所でカカシを呼び出し、フックショットの的として利用することで通常では行けないポイントに移動することが可能となる。

### ワープ用メロディー
特定の場所にワープするためのメロディー。その地点を初めて訪れた際にシークから教わる。ワープ用メロディーは、通常メロディーと異なりオーケストラ風の演奏になる。
- 森のメヌエット (Minuet of Forest) - 森の聖域
- 炎のボレロ (Bolero of Fire) - デスマウンテン火口
- 水のセレナーデ (Serenade of Water) - ハイリア湖畔
- 闇のノクターン (Nocturne of Shadow) - 墓地
- 魂のレクイエム (Requiem of Spirit) - 巨大邪神像前
- 光のプレリュード (Prelude of Light) - 時の神殿

## 開発
当初はNINTENDO 64が発売された1996年内に発売する予定だったが、プロデューサーの宮本茂が作り直しを命じるいわゆる「ちゃぶ台返し」を何度も行い、年単位で発売が延期された。開発体制は「多重構造ディレクター制」を初採用、宮本が定めた大まかな方向性に沿って小野塚（青沼）英二や小泉歓晃ら各分野のディレクターがクリエイティブな開発を担当し、出来上がったものに対して宮本が音の注文をつけたり、サブゲームを追加していくというスタイルで進められた。また、ディレクター陣の中で最年長であったスクリプトディレクターの大澤徹が、各ディレクターの意見を調整する総合ディレクターのような役割を担った。ちなみに、宮本はプロデュースに徹する予定だったが、現場だけで纏め上げることができず、宮本がディレクションも兼ねることで完成をみたことが明かされている。
E3 1997（6月19日 - 21日、アトランタ）において、『Zelda 64』の仮タイトルで映像が初公開された。その後1998年4月発売予定とされたが、4月に入り同年秋へ延期、さらに秋に入ってからも11月14日から21日へと発売日が変更されている。
なお、本作はNINTENDO 64の周辺機器である64DD（1999年発売）との連動が考慮されており、追加データの入った64DDディスクと同時起動することによってダンジョンマップを一新した「裏ゼルダ」を遊べるように設計されていた。この「裏ゼルダ」は完成したものの発売に至らなかったが、後の2002年発売の『ゼルダの伝説 風のタクト』に予約特典として付属した本作の移植作品『ゼルダの伝説 時のオカリナGC』の中で「ゼルダの伝説 時のオカリナGC 裏」として収録されたほか、本作のリメイク作品『ゼルダの伝説 時のオカリナ 3D』にもアレンジバージョンが収録されている。
テレビCMにはBOSE、ドリアン助川、ユースケ・サンタマリア、前田日明、藤原竜也、稲森いずみ、深田恭子を起用した。

### スタッフ
- スクリプトディレクター - 大澤徹
- ゲームシステムディレクター - 山田洋一、小野塚（青沼）英二（主にダンジョンデザインを担当）
- 3Dシステムディレクター・キャラクターデザイン - 小泉歓晃
- プログラムディレクター - 岩脇敏夫
- 音楽 - 近藤浩治
- シネマシーンディレクター - 河越巧、森直樹
- マップデータマネージャー - 木村茂夫
- プロデューサー - 宮本茂
- スーパーバイザー - 手塚卓志、中郷俊彦
- エグゼクティブプロデューサー - 山内溥

## 評価
発売延期が繰り返された本作だが、E3 1998（5月28日 - 30日、アトランタ）で公開された映像は見る者に衝撃を与え、『週刊ファミ通』1998年11月27日号（通巻519号）のクロスレビューでは史上初となる40点満点を獲得した。日本国内では発売後年末までに約82.5万本を売り上げ、1998年のゲームソフト売上第10位に入った。また海外の販売も好調で、任天堂はクリスマスまでに全世界に約500万本を出荷する計画を発表している。国内累計販売本数は約145万本でシリーズ中第3位。世界全体ではシリーズ中第3位となる約760万本（2004年3月時点）を販売した。
このほか、『週刊ファミ通』 2007年9月21日号（通巻979号）ではシリーズ最高傑作とする声も多いと紹介され、2008年には、IGNのゲームランキング「Top 100 Games 2008」で1位を獲得した。また、バーチャルコンソール版はWiiの『みんなのニンテンドーチャンネル』内「みんなのおすすめ」においてシルバーランクを獲得している。
その他受賞は以下の通り。
- 第2回 文化庁メディア芸術祭[30]
  - デジタルアート〔インタラクティブ〕部門 大賞
- 第3回 CESA大賞[31]
  - 大賞
  - プログラミング部門賞
- Milia d'Or Awards[32]
  - Most Impressive Game Play
  - Adventure & Role Playing Games
- 1999 2nd Annual Interactive Achievement Awards[33]
  - Game of the Year
  - Console Game of the Year
  - Console Adventure Game of the Year
  - Console Role-Playing Game of the Year
  - Outstanding Achievement in Interactive Design
  - Outstanding Achievement in Software Engineering
- 1999 Spotlight Awards（en）[34]
  - Best Console Game
  - Most Innovative Game Design
- BAFTA Interactive Entertainment Awards（en）
  - The Games Award
  - Innovative Game Award
  - The Interactivity Award

## 他機種版
オリジナルのNINTENDO 64版以外に以下の機種向けに移植された。
『ゼルダの伝説 時のオカリナGC』
『ゼルダの伝説 風のタクト』（2002年12月13日発売）の予約特典。ニンテンドー ゲームキューブ用。『裏ゼルダ』バージョンも収録。
『ゼルダコレクション』
クラブニンテンドーの景品で、2004年3月18日交換開始。『時のオカリナGC』とほぼ同じものが収録されている。
『ゼルダの伝説 時のオカリナ』 （バーチャルコンソール）
Wii版が2007年2月27日に、Wii U版が2015年12月22日配信開始。
『NINTENDO 64 Nintendo Classics』
2021年10月26日より配信。

### ゼルダの伝説 時のオカリナGC
『ゼルダの伝説 時のオカリナGC』は、『時のオカリナ』をニンテンドー ゲームキューブに移植（説明書の表記は再現）したものである。『ゼルダの伝説 風のタクト』（2002年12月13日発売）の予約特典として配布された。コントローラーの操作ボタンの割り振り方など細部にわずかな違いがあるものの、内容はオリジナルを忠実に再現している。
当初は数量限定のキャンペーンとして発表され、予約後その場で特典ディスクをプレゼントするという方法が予定されていた。しかし、問い合わせが殺到したり、特典目当てに予約だけして商品を購入しない客が出るなど店頭での混乱が懸念されたため、予約者全員に『風のタクト』のディスクと一緒に配布する方法に変更された。
また本作には、『時のオカリナ』の高難易度版である『ゼルダの伝説 時のオカリナGC 裏』（英題：The Legend of Zelda: Ocarina of Time Master Quest）も収録された。これは元々64DD用に開発されたもののお蔵入りとなっていたソフトを活用したものであり、本編と全く異なる謎や仕掛けが用意されたダンジョンは、より難しく複雑になっている。なお、『風のタクト』公式サイトにNintendo DREAM編集部協力による「裏ゼルダ攻略ガイド」が掲載されている。また、『ゼルダコレクション』に収録されている『時のオカリナ』は、このGC版とほぼ同じものである。

### バージョンによる主な相違点

#### N64以外の共通点
- 月と星を模したゲルドの紋章がムジュラの仮面で使われていた新デザインに置き換えられている。
- N64ロゴ、デクのタネ、ルピーのテカり具合が異なる[注 9]。
- 下記のN64シェーダーに対応していない。
  - バーンエフェクト（ツインローバの炎）やノイズエフェクトが正しく描画されていない[注 10]。
  - モーファの核が白と赤のみとなっている。
  - 多数のエフェクト（レンズフレア効果など）が欠落している。
  - グローエフェクト（燈台以外の炎、光の矢、ガノンドロフが放つ闇の波動、etc.）がどのバージョンでも一貫して描画されていない。

#### ゲームキューブ版
- 解像度が上がり、画質が若干良くなった。プログレッシブモードでの表示も可能。
- ゲームキューブ (GC) の仕様に合わせ、メッセージを一部変更[注 11]。
- GC用コントローラーの仕様に合わせ、ボタンの色を変更[注 12]。
- メモリーカードにセーブデータを保存するため、セーブ時は画面が暗転し「セーブしています…」と表示され、ゲームが一時的に停止する。
- 当バージョンに限り、ガノンドロフのマントの模様が新ゲルドのものになっている。

#### Wiiバーチャルコンソール版
- 解像度が上がり、画質が若干良くなった。
- 振動機能に対応していない為、もだえ石が使用できない。
- ゲームの締めのシーンのセピア画面が正しく描画されず、モノクロになっている。

#### Wii Uバーチャルコンソール版
- Wii版同様、解像度が上がり、画質が若干良くなる一方、明度が下げられている。
- Wii U版では振動機能に対応している為、64版同様にもだえ石が使用できる。
- メッセージを早送りすると、文字のレイアウトが崩れることがある。

#### NINTENDO 64 Nintendo Classics版
- 高解像度対応のほか、そうび画面の解像度がより鮮明で詳細に描画されている。
- 振動機能に対応している為、64版同様にもだえ石が使用できる。

Wiiバーチャルコンソール版ムジュラの仮面と同じ変更が確認されるものの、原形をとどめる程度で調整されている（『点滅表現・明度などの変更』に該当するものであって、いずれもグラフィックエラーではない）。
- 下記のエフェクトが控えめになっている。
  - 敵を倒した時の点滅が1回になっている。
  - 燈台の火とその周りのボリュームが減少している（オープニングデモの「出現するツインローバ」と「炎の中で駆けるガノンドロフ」、ヴァルバジア戦で確認）。
  - ボス部屋のワープポイントのエフェクトが暗くなっている。
  - ヴァルバジアの身体全体が暗くなっている。

## 関連商品

### 作品ガイド
ゼルダの伝説 〜時のオカリナ〜 公式攻略ビデオ
発売日：1998年12月 / 発売：メディアファクトリー / 品番：ZMVS-901
企画・製作：ファミ通、製作協力：任天堂、収録時間：約45分。
ゼルダの伝説シリーズの歴史などを交えつつ、ナビィ（声 - 水橋かおり）が水の神殿までガイドする。宮本茂プロデューサーのインタビュー映像あり。
任天堂公式ガイドブック ゼルダの伝説 時のオカリナ
発売日：1998年12月 / 発行：小学館（ワンダーライフスペシャル） ISBN 4-09-102660-5
ゼルダの伝説 時のオカリナ 勇者の書
発売日：1998年12月22日 / 講談社（覇王ゲームスペシャル 141） ISBN 4-06-343141-X
ゼルダの伝説 時のオカリナ 攻略聖典
発売日：1998年12月 / メディアファクトリー（じゅげむBOOKS） ISBN 4-88991-698-9
ゼルダの伝説 時のオカリナ 極楽本
発売日：1998年12月21日 / ベストセラーズ（ベストゲームファンブックスシリーズ） ISBN 4-584-16091-0
ゼルダの伝説 時のオカリナ ナビゲーションブック
発売日：1998年12月21日 / アクセラ ISBN 4-87300-009-2
ゼルダの伝説 時のオカリナ 攻略の組曲
発売日：1999年1月26日 / 学習研究社（GAKKEN MOOK） ISBN 4-05-602058-2
ゼルダの伝説時のオカリナ 完全攻略マップ&データ
発売日：1999年1月 / メディアワークス（電撃ムックシリーズ 電撃攻略王） ISBN 4-07-310746-1
ゼルダの伝説 時のオカリナ 攻略ガイドブック
発売日：1999年1月 / ティーツー出版 ISBN 4-88749-020-8
ゼルダの伝説 時のオカリナ パーフェクトプログラム
発売日：1999年2月 / 高橋書店（高橋書店GAME BOOKS） ISBN 4-471-36036-1
ゼルダの伝説 時のオカリナ 完全攻略ガイドブック
発売日：1999年3月 / NTT出版 ISBN 4-7571-8033-0
ゼルダの伝説 時のオカリナ百科
発売日：1999年4月 / アスペクト ISBN 4-7572-0396-9
2000年のアスキーのグループ再編に伴い、第2版（2000年6月）より発行元がエンターブレインに変更された（ISBN 4-7577-0075-X）。
ゼルダの伝説 時のオカリナ
発売日：1999年6月 / ティーツー出版（ゲーム超文庫） ISBN 4-88749-027-5
ゼルダの伝説 時のオカリナ GC裏 コンプリートガイド
発売日：2003年3月24日 / ソフトバンクパブリッシング（ニンテンドーゲームキューブBOOKS） ISBN 4-7973-2318-3
「裏ゼルダ」に対応。

### CD
ゼルダの伝説 時のオカリナ オリジナルサウンドトラック
発売日：1998年12月18日 / 発売：ポニーキャニオン / 品番：PCCG-00475
NINTENDO 64 Sound Series 第10弾。5,000パック限定で「時のオカリナ付スペシャルパッケージ」も発売された。
ゼルダの伝説 時のオカリナ ハイラル・シンフォニー
発売日：1999年1月27日 / メディアファクトリー / 品番：ZMCX-102
ゼルダの伝説 時のオカリナ リアレンジ・アルバム
発売日：1999年12月22日 / 徳間ジャパンコミュニケーションズ / 品番：TKCA-71824

### 参考図書
ゼルダの伝説と音楽　「時のオカリナ」から学ぶゲームサウンド
発売日：2025年2月21日 / DU BOOKS ISBN 4-86647-228-6

### 楽譜
ゼルダの伝説 時のオカリナ （楽しいバイエル併用）
発売日：1999年5月30日 / ドレミ楽譜出版社 ISBN 4-8108-6293-3
ゼルダの伝説 ベスト・コレクション （楽しいバイエル併用）
発売日：2004年5月 / ドレミ楽譜出版社 ISBN 4-8108-8449-X
シリーズ5作品のオリジナルサウンドトラックから厳選した曲をピアノ・ソロにアレンジ。

## 関連作品
以下の漫画が発売されている。
ゼルダの伝説 時のオカリナ
作者：姫川明 / 発行：小学館（小学五年生・小学六年生連載、てんとう虫コミックススペシャル）
上巻（発売日：2000年2月 ISBN 4-09-149601-6）
下巻（発売日：2000年5月25日 ISBN 4-09-149602-4）
完全版（発売日：2016年3月10日 ISBN 978-4-09-142146-3）
ゼルダの伝説 時のオカリナ
作者：谷上俊夫 / 発行：小学館（ハイパーコロコロ（1999年3月・7月刊行）連載）
ゼルダの伝説 時のオカリナ 4コママンガ劇場
発売日：1999年3月26日 / エニックス ISBN 4-7575-0008-4
ゼルダの伝説 時のオカリナ 4コママンガ劇場（2）
発売日：1999年5月28日 / エニックス ISBN 4-7575-0034-3
ゼルダの伝説 時のオカリナ 4コマギャグバトル
発売日：1999年3月 / 光文社（火の玉ゲームコミックシリーズ） ISBN 4-334-80450-0
ゼルダの伝説 時のオカリナ 4コマギャグバトル 〈冒険編〉
発売日：1999年7月 / 光文社（火の玉ゲームコミックシリーズ） ISBN 4-334-80467-5
ゼルダの伝説 時のオカリナ 4コマギャグバトル 〈探検編〉
発売日：1999年12月 / 光文社（火の玉ゲームコミックシリーズ） ISBN 4-334-80487-X
ゼルダの伝説 時のオカリナ 4コマまんが王国
発売日：1999年4月 / 双葉社 ISBN 4-575-93616-2

## ゼルダの伝説 時のオカリナ 3D
『ゼルダの伝説 時のオカリナ 3D』（ゼルダのでんせつ ときのオカリナ スリーディー、英題：The Legend of Zelda: Ocarina of Time 3D）は、2011年6月16日に発売されたニンテンドー3DS用アクションアドベンチャーゲーム。NINTENDO 64 (N64) 版を全面的にリメイクしたもので、3DSの特徴である立体視に対応している。開発はグレッゾ、開発プロデューサーは石井浩一で、E3 2010のラウンドテーブル（2010年6月15日）にて初公開された。なお、任天堂以外の会社がゼルダの伝説シリーズを開発するのは、ゲームボーイカラーやゲームボーイアドバンスの数作品を開発したカプコン以来となる。
本作を購入し2011年7月31日までにクラブニンテンドーにポイントを登録した人を対象に、オリジナルサウンドトラックCDがプレゼントされた。また、2011年10月10日にすみだトリフォニーホール 大ホールで開催された「ゼルダの伝説 25周年 シンフォニー オーケストラコンサート」（指揮：竹本泰蔵、演奏：東京フィルハーモニー交響楽団、主催：任天堂）は、本作購入者のうち希望者（申し込み多数の場合は抽選）にチケットが販売された。テレビCMには二宮和也（嵐）、松本潤（嵐）、中川翔子を起用した。

### 主な変更点
グラフィックの高精細化、立体視対応
リメイクにあたり、グラフィックやテクスチャを一から作り直しており、N64版ではハードの性能上表現できなかった家の装飾や風景のような細部も丹念に描かれている。また、フレームレートはN64版の20fpsから30fpsへ向上しており、より自然でなめらかな動きとなった。
2画面化
N64版の通常画面・コレクト画面が、それぞれ3DSの上・下画面に同時に表示されるようになった。これによりコレクト画面の確認がより簡単になり、オカリナは楽譜を確認しながら演奏可能となった。また、一度に装備できるアイテムの数も増えている。下画面は指でタッチしやすいように表示され、上画面はアスペクト比変更のほか、ライフなどのアイコンなどが整理され立体視を妨げない工夫がなされている。
ジャイロセンサーによる視点操作
ジャイロセンサーを活用した機能として、一人称視点の時やフィールド移動時に、3DS本体を動かすことにより周囲を見渡すことができる。もちろんスライドパッドによる操作も可能。
本編における変更点
謎解きで詰まった際に任意でヒント映像を見ることができる石像、シーカーストーンがリンクの家の前と時の神殿に設置された。また、大人時代で森の神殿をクリアして、時の神殿でシークからワープメロディーの「光のプレリュード」を教わるとリンクの家でチャレンジボスバトルがプレイできるようになる。
N64版では隠し穴などの場所を振動で知らせる「もだえ石」というアイテムが存在したが、振動機能のない3DSでは音で知らせる「ひびき石」に変更された。潜水艦のソナーのように、対象物に近づくほど断続音の間隔が狭まり場所を特定できる仕組みである。
謎解き自体には変更は見られないが、一部のダンジョンにおいてムービーが若干変更されている。また水の神殿では、スイッチと水位の対応を分かりやすくするため色が付けられた。さらに、前述のハードの向上もあり、森の神殿や井戸の底、闇の神殿の照度が上がりやや視界がよくなった。
「裏ゼルダ」収録
本編クリア後にプレイ可能となる高難易度版『ゼルダの伝説 時のオカリナ 3D 裏』が収録されている。『時のオカリナGC 裏』をベースとするが、左右反転の世界、敵から受けるダメージ2倍など3DS独自の要素も盛り込まれている。
その他
リンクが仕掛けや人物に目線を合わせたり、剣を回転させて敵を挑発したりする仕草が追加されているが、これらは『風のタクト』や『トワイライトプリンセス』で採用されたものである。
スタッフロールは、オリジナル  (N64) 版の後に3DS版が流れる。

### スタッフ （3DS）
※N64版スタッフも参照。
- プログラミングディレクター - 守屋俊（グレッゾ）
- デザインディレクター - 大岩幹治（グレッゾ）
- プランニングディレクター - 桑田浩之（グレッゾ）
- プロデューサー - 石井浩一（グレッゾ）、青沼英二・清水隆雄（任天堂）
- シニアプロデューサー - 手塚卓志、高橋伸也
- ゼネラルプロデューサー - 宮本茂
- エグゼクティブプロデューサー - 岩田聡

### 関連商品 （3DS）
ゼルダの伝説 時のオカリナ 3D 完全攻略本
発売日：2011年7月1日 / 発行：徳間書店 ISBN 978-4-19-863226-7
ゼルダの伝説 時のオカリナ 3D ザ・コンプリートガイド
発売日：2011年7月8日 / アスキー・メディアワークス ISBN 978-4-04-870757-2
任天堂公式ガイドブック ゼルダの伝説 時のオカリナ 3D
発売日：2011年8月4日 / 小学館（ワンダーライフスペシャル） ISBN 978-4-09-106486-8
『ゼルダの伝説』発売25周年記念企画として、「ゼルダの伝説・クロニクル」と「クイズ・ゼルダマニアックス」を掲載。
ゼルダの伝説 時のオカリナ 3D パーフェクトガイド
発売日：2011年8月20日 / エンターブレイン ISBN 978-4-04-727537-9
『ゼルダの伝説』発売25周年記念企画として、「『ゼルダの伝説』の伝説」を掲載。